# Rota (Stadt)
Rota ist mit 29.552 Einwohnern (Stand: 2024) eine große Stadt, die im Südwesten der spanischen Region Andalusien, in der Provinz Cádiz, liegt.

## Geografische Lage
Die Stadt liegt nördlich der Bucht von Cádiz. Die Höhenlage reicht vom Meeresniveau bis zu einer Höhe von 14 m im Zentrum.
Die angrenzenden Städte sind Chipiona im Norden, El Puerto de Santa María im Osten und Jerez de la Frontera im nordwestlichen Landesinneren. Im Südosten liegt die Provinzhauptstadt Cádiz, die durch eine Landzunge mit dem Festland verbunden ist, aber von Rota aus auch mehrmals täglich mit einer Fähre zu erreichen ist.

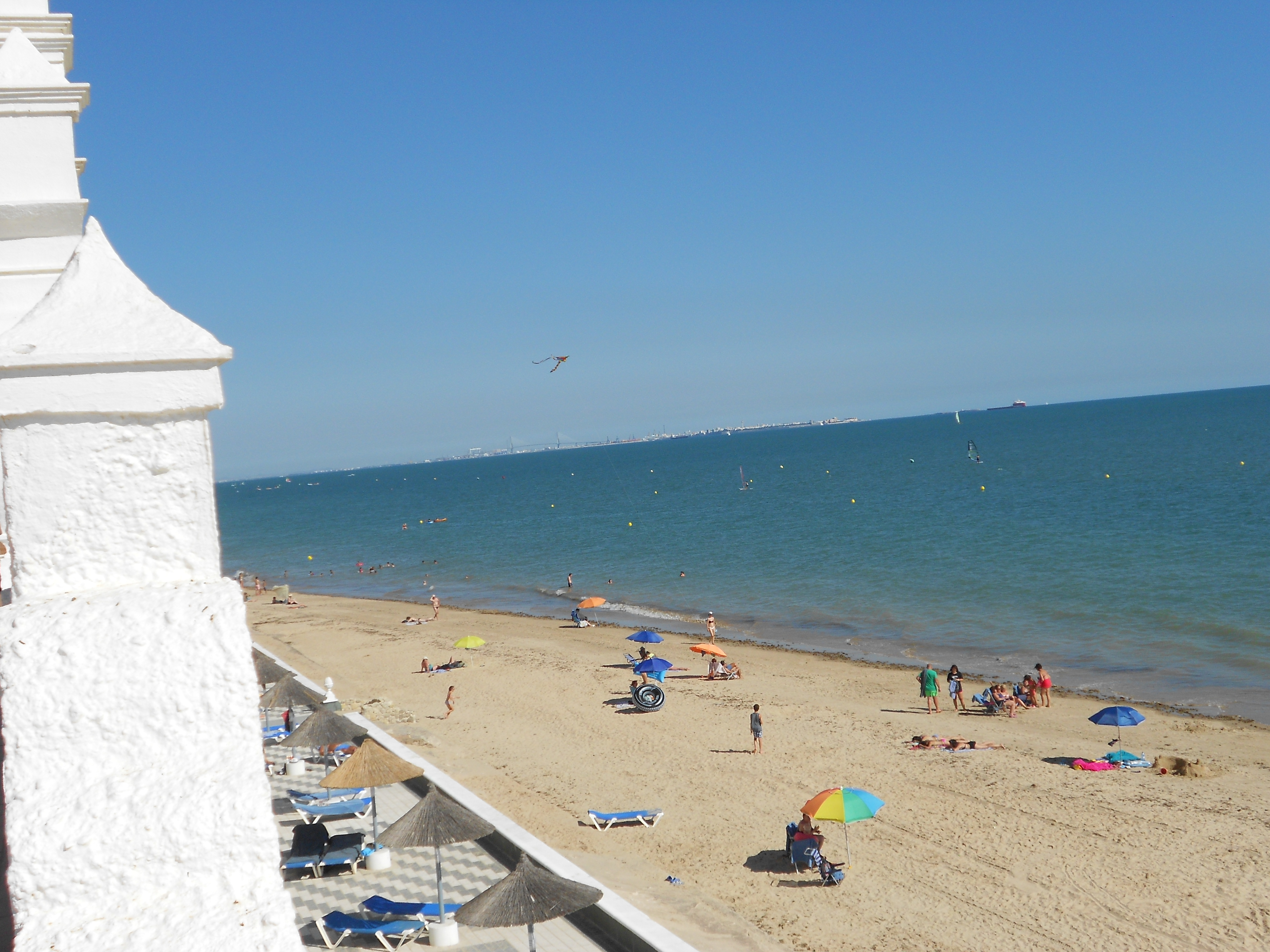
Blick von Rota über die Bucht auf das 12 km entfernte Cádiz

## Geschichte
Verschiedene Kulturen und Zivilisationen haben ihre Spuren am Ort hinterlassen: „Astaroth“ bzw. „Asta Regia“ nannten es die phönizischen Bewohner von Tartessos. Im Römischen Reich war er als „Oraculum Menestei“ und später „Speculum Rotae“ bekannt. Die Mauren nannten die Stadt „Rabeta Ruta“. Die Christen, die die Stadt 1217 eroberten, gaben ihr schließlich den Namen „Rota“.
Ende des 13. Jh. trat König Sancho IV., „El Bravo“ (der Tapfere), den Ort an Alonso Pérez de Guzmán, „El Bueno“ (den Guten), ab, der sich bei der Verteidigung von Tarifa hervorgetan hatte. Von 1303 bis 1780 gehörte Rota zur Herrschaft derer von Ponce de León und dann bis 1823 dem Herzog von Osuna.

## Wirtschaft
Das wichtigste Standbein der Wirtschaft Rotas ist der Tourismus. Außerhalb der Hauptsaison ist die Stadt Anlegestelle und Umschlagplatz für viele Fischerboote der Gegend.

## Marinebasis Rota
Die Base Naval de Rota der spanischen Marine gehört zu den größten Marinestützpunkten Europas und beherbergt unter anderem die US-Navy.
Die Marinebasis Rota wurde am 26. September 1953 östlich des Ortes eröffnet und hat eine Fläche von 24,68 km². Auf der Basis befinden sich unter anderem zahlreiche Infrastrukturen wie ein Militärflugplatz und Hafenanlagen mit drei Piers sowie ein Krankenhaus (U. S. Naval Hospital Rota). Auf der Basis arbeiten und leben ca. 3000 Personen.

## Sehenswürdigkeiten

### Naturdenkmal
- Die „Corrales de Rota“ sind Fischmauern, die 2001 zum Naturdenkmal Andalusiens erklärt wurden.

### Strände

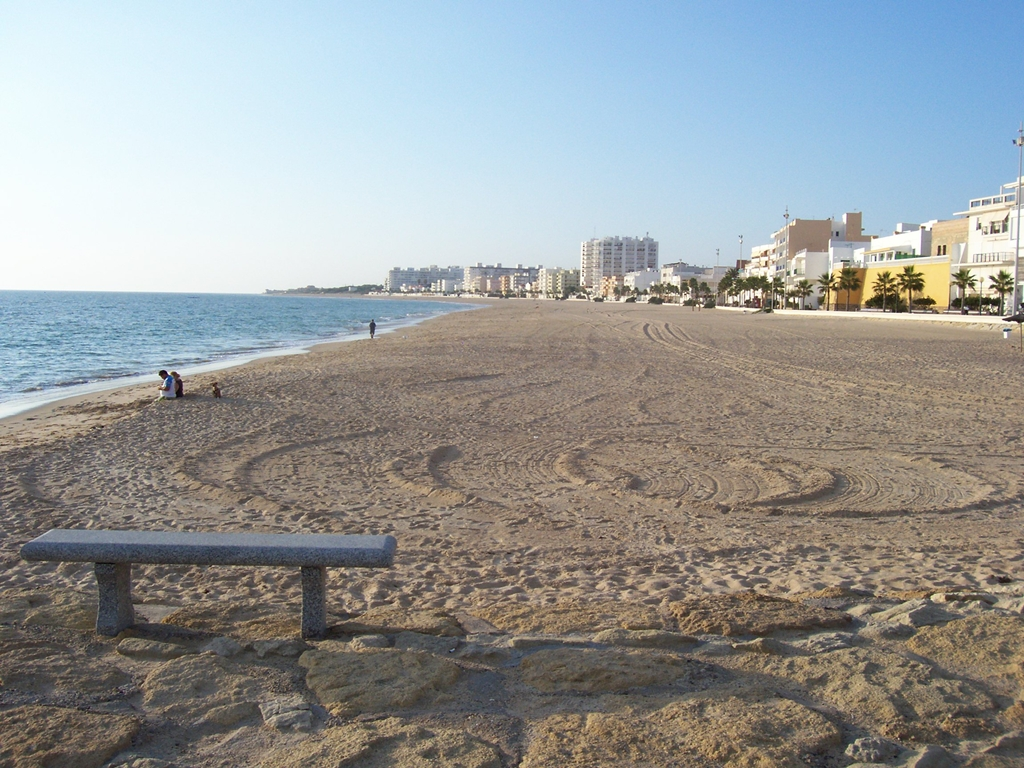
Strand La Costilla

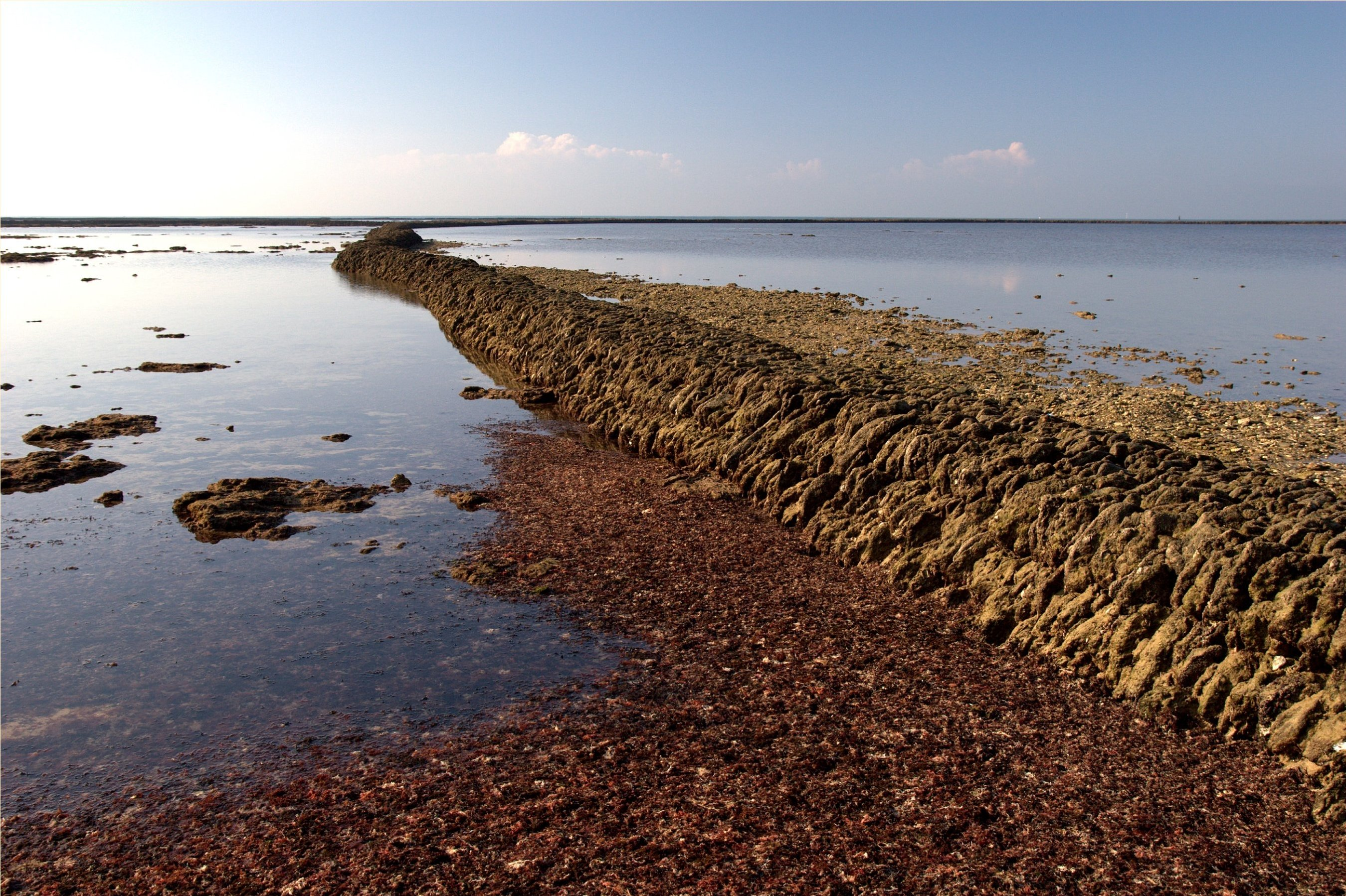
Die „Corrales de Rota“ sind ursprünglich von den Phöniziern errichtete Mauern im Meer westlich der Stadt, die dem Fang von Fischen dienen

- „La Costilla“ wurde auf Grund des sauberen Wassers und des gepflegten Strandes als der schönste Strand Spaniens ausgezeichnet.
- Playa El Rompidillo heißt der Strand direkt an der Altstadt, und reicht neben der langen Strandpromenade bis zum Hafen.
- Playas Salvajes de Rota ist eine Bezeichnung für all die Naturstrände Rotas, mit ihren vielen Dünen und Kiefern, wie zum Beispiel die Strände „Punta Candor“ oder „La Ballena“.

### Parks
Rota ist auch bekannt für zahlreiche Parks. In den am Atlantik gelegenen Naturparks stellen die Chamäleons die Hauptattraktion für Touristen dar. Weil diese Schuppenkriechtiere wechselwarm sind, fällt die Beobachtung der Chamäleons in den heißen Sommermonaten leichter.

### Historische Gebäude
- El Castillo de Luna. Die fünftürmige Festung wurde im 13. Jahrhundert als maurisches Ribat gebaut und nach der Reconquista von den Grafen Rotas bewohnt. Heute Sitz der Kommunalverwaltung.
- Iglesia de la O, eine Kirche mit spätgotischem Kirchenschiff, im 16. Jahrhundert erbaut. Im Inneren sind verschiedene Stilrichtungen zu erkennen: gotisch, isabellinisch, plateresk und barock.
- Arco de Regla oder auch „Tor zum Fleisch“, ist ein alter Torbogen der ehemaligen Befestigungsanlage.
- Iglesia de la Caridad, eine barocke Marien-Kirche, die außerhalb der historischen Stadtmauer liegt.

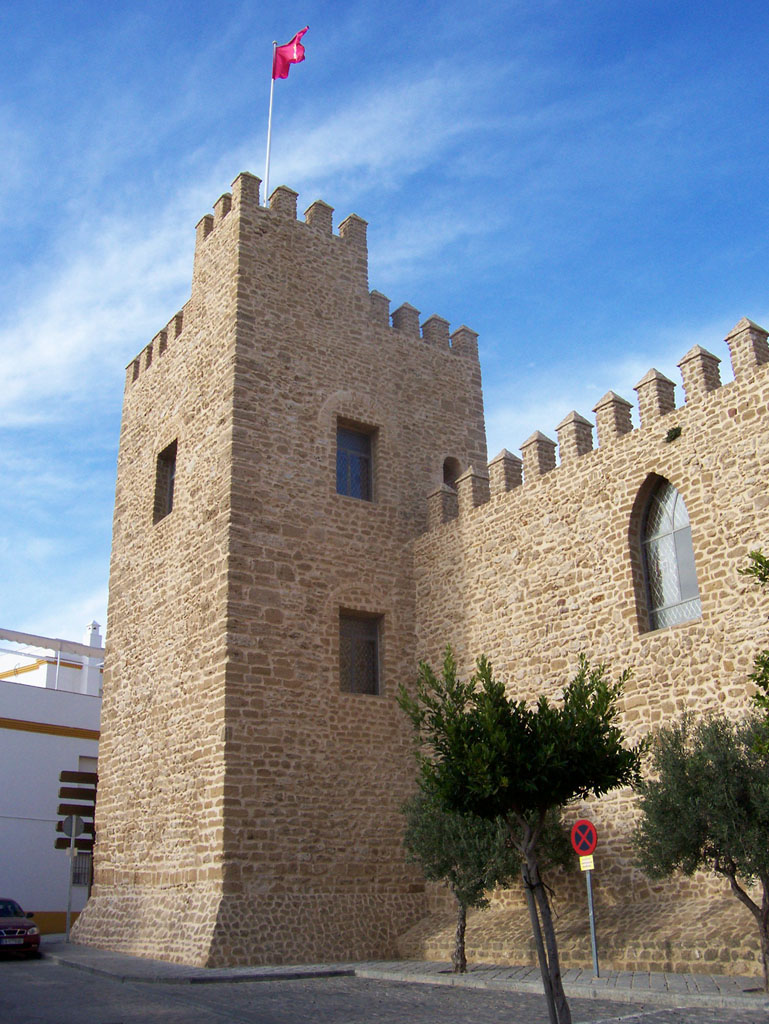
El Castillo de Luna
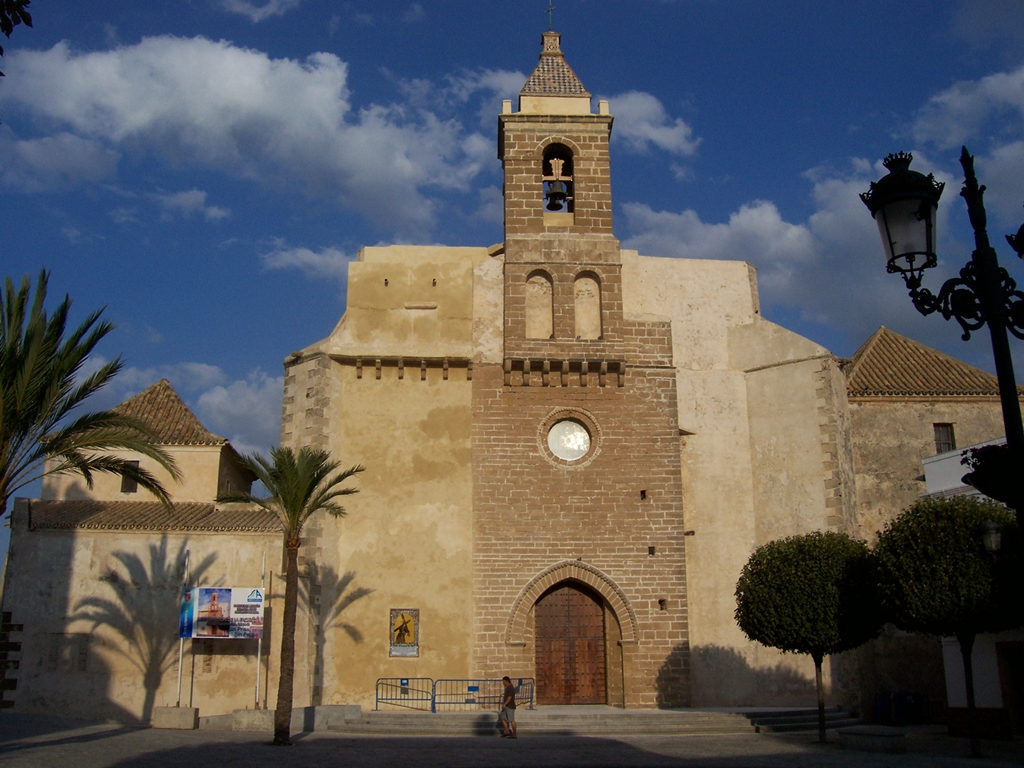
Iglesia de la O
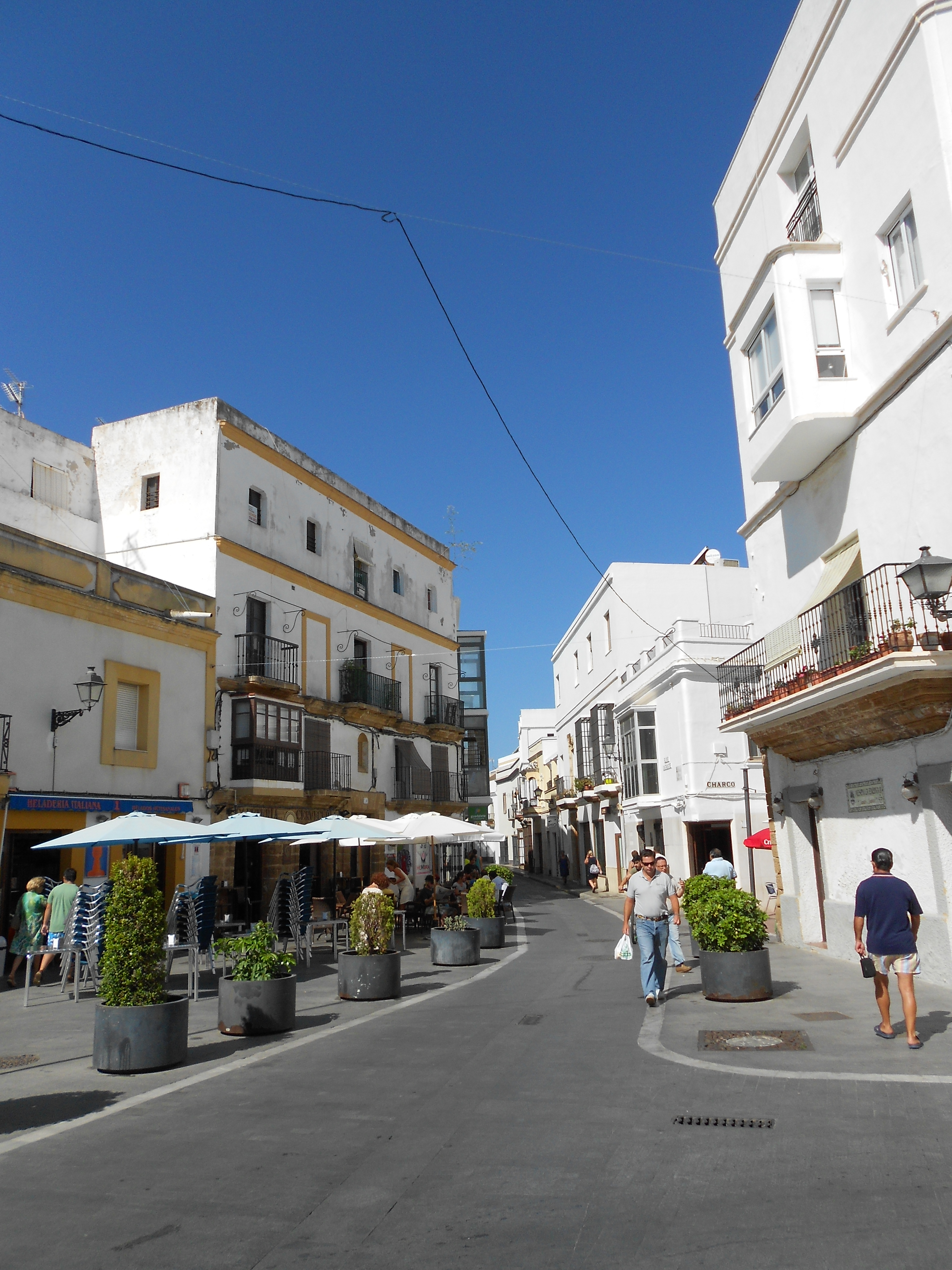
Die zentrale Plaza de Andalucía
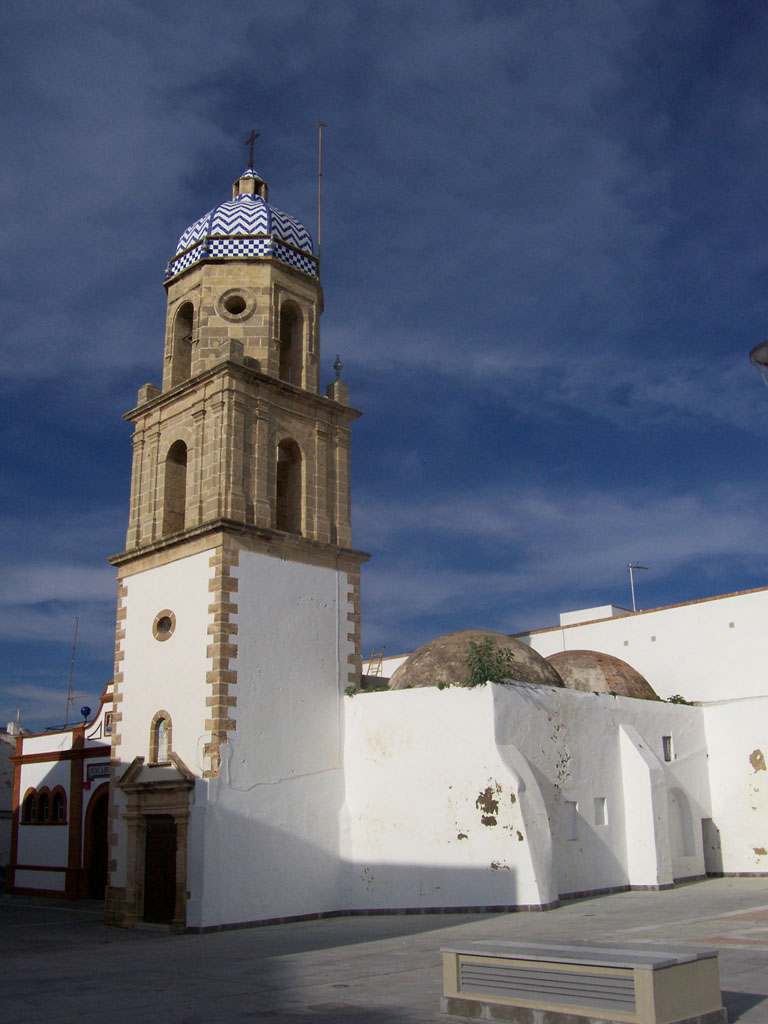
Der Turm eines ehemaligen Klosters neben der 1929 errichteten Markthalle

## Persönlichkeiten

Gedenktafel für Bartolomé Pérez am El Castillo de Luna

- Bartolomé Pérez (Steuermann der Karavelle San Juan während der zweiten Entdeckungsreise von Christoph Kolumbus nach Amerika)
- José María Ruiz Mateos (1931–2015), in Rota geborener Unternehmer
- Manuel Agujetas (1939–2015), Flamencosänger
- Pete Vordenberg (* 1971), US-amerikanischer Skilangläufer
- Teresa Rodríguez (* 1981), Politikerin
- Noe Bejarano (* 2006), Fußballspielerin